# Bertran de Vilafranca
Bertran de Vilafranca (Tarragona segle xiii - 1288) va ser un sacerdot i canonge de la Seu de Tarragona, i Cambrer de la vila de Reus. El càrrec de Cambrer de Reus comportava el domini senyorial d'un terç de la vila, la residència al Castell del Cambrer i la totalitat de la senyoria i els delmes pel que fa al terme parroquial, i estava reservat al canonge cambrer de la catedral de Tarragona.

## Biografia
Bertran de Vilafranca era nebot de l'anterior cambrer de Reus Ramon de Vilafranca. Pertanya al llinatge dels Vilafranca i n'era descendent per branca directa, ja que el 1264 va fer donació del lloc del Pla a l'església tarragonina, possessió que està documentada com a domini dels Vilafranca almenys des del 1173, que van rebre de mans del rei Alfons I. La primera menció documental de Bernat és de 1271, que el cita com a rector de la vila de Reus, però ho era probablement de molt abans, segurament des del 1264, en temps de l'arquebisbe Benet de Rocabertí. Segurament va ser nomenat rector pel cambrer Guillem de Banyeres en una data anterior als fets de 1268, perquè a partir d'aquests fets aquest cambrer va pledejar i fins i tot arribà a la violència amb l'oncle de Bertran, Ramon de Vilafranca.
Mentre era rector a Reus, cap al 1272, va establir un acord amb l'arquebisbe i el cambrer i amb els reusencs i els veïns de Castellvell i Almoster, que llavors depenien del cambrer, respecte a les núpcies i altres drets que corresponien a la parròquia. El rector i els seus successors rebrien anualment per aquest concepte un cens de cent seixanta sous. Va ser rector a Reus fins al 1275.

### Conseller del rei Pere
Bertran de Vilafranca va entrar al capítol de la Catedral de Tarragona el 1264, després d'haver fet donació del lloc del Pla a l'església. Era al mateix temps canonge i rector de Reus, cosa compatible i amb altres exemples notoris. Era amic, confessor i conseller del rei Pere el Gran. Tenia una dispensa de residència i acompanyava el rei com a clergue de la capella reial. El rei va demanar per a ell la pabordia dels canonges de la Seu quan va morir el titular Pere Bernat, però el capítol no li va donar el càrrec, ja que va anar a parar a Guillem de Banyeres. El 1279 Bertran de Vilafranca era ardiaca major i el 1280 va ser cambrer i senyor eclesiàstic de la vila de Reus. Com que formava part del seguici reial, va acompanyar el rei Pere pel mes de gener de 1281 a l'entrevista que aquest tingué a Tolosa amb el rei francès Felip III, per tal de buscar bones relacions amb França i amb Navarra. Un dels acords que van prendre va ser el casament d'Isabel, filla del rei Pere, amb el rei Dionís de Portugal. Al cap d'un mes de les converses de Tolosa, Pere el Gran va nomenar els seus procuradors per tractar el matrimoni i els envià a Portugal. Eren Gilabert de Cruïlles i Bertran de Vilafranca. Van portar a bon terme l'encàrrec, ja que Dionís i Isabel es van casar per poders se celebrà al mes d'abril d'aquell any. Durant el 1281 Pere el Gran va començar els preparatius de la seva gran empresa militar, la conquesta de Sicília. Per a finançar l'exèrcit, i també les despeses del casament de la seva filla, va instaurar nous delmes i impostos. Pel que fa a Tarragona i els pobles del Camp el rei va acordar amb l'arquebisbe Bernat d'Olivella el cobrament d'un bovatge, que va provocar algunes reaccions violentes als pobles del Camp. Mentrestant, va marxar l'estol cap a Sicília, i Bertran de Vilafranca va acompanyar el rei. Va tornar amb el rei a Catalunya pel maig de 1283.

### Orígens de la Comuna del Camp
Durant aquells anys es van produir al Camp de Tarragona una sèrie de fets violents que van arribar al seu punt més àlgid en temps del cambrer Bertran de Vilafranca. Alguns pobles es van negar a pagar els tributs imposats pel rei i per l'arquebisbe, van formar un cos armat i van assaltar el castell reial de Tarragona. Aquests fets passaven el 1274. El 1282 es va organitzar una força reial de càstig amb l'ordre d'anar a la Selva del Camp per fer als seus veïns "tot el mal que pogués", i als veïns de Tarragona, Reus, Riudoms i Mont-roig els prengués tots els béns que trobés.
La repressió reial i de l'arquebisbe va durar uns anys. El 1285 els selvatans van donar al rei 2.000 sous que l'hi havien promès per no assaltar la vila i com a subsidi per les despeses de la guerra. Les peticions de diners eren constants a les poblacions del Camp, i sembla que l'organització d'una mena de "caixa de resistència" i de grups armats d'homes per oposar-se als recaptadors, van ser l'origen de l'anomenada Comuna del Camp.

### Possible bisbe de Barcelona
Quan el 1284 va morir el bisbe de Barcelona Arnau de Gurb, el va substituir Guerau de Gualba, però aquest, ja molt vell, va morir molt poc temps després. Sembla que Bertran de Vilafranca va intentar de guanyar el bisbat mitjançant la intervenció del rei, però no va arribar a aconseguir el càrrec que passà a Bernat Pelegrí. La discòrdia entre els partidaris de Bernat i els de Bertran de Vilafranca va ser força greu, ja que el maig de 1285 l'infant Alfons va donar instruccions a alguns canonges barcelonins perquè anessin a Tarragona o bé a Constantí a portar davant de l'arquebisbe un plet contra Bertran de Vilafranca. Sembla que si Bertran de Vilafranca no va ser bisbe de Barcelona malgrat l'ajut reial va ser perquè una part del clergat era contrària al rei a causa del seu enfrontament amb el papa Martí IV.
El rei Pere va morir a Vilafranca del Penedès a finals del 1285, i Bertran de Vilafranca era al seu costat. Pere II, que estava excomunicat pels fets de Sicília, va demanar al seu costat l'arquebisbe de Tarragona i els bisbes d'Osca i València, i altres dignataris. Després d'haver-lo fet penedir de tot, l'arquebisbe l'hi aixecà l'excomunió. El nou rei Alfons va ser coronat a Saragossa i va passar immediatament a Tarragona on va prestar jurament de fidelitat a Bernat d'Olivella i a l'església tarragonina. Entre els diversos testimonis hi trobem el paborde Guillem de Banyeres i el cambrer Bertran de Vilafranca. Però Bertran, que ja devia ser vell, va morir al cap de dos anys, el juliol de 1288. Per pròpia voluntat va ser enterrat al convent dels predicadors de Tarragona. A la seva mort el substituí com a Cambrer de la vila de Reus el canonge Guillem de Requesens.